# إدي أدكوك
إدي أدكوك (بالإنجليزية: Eddie Adcock)‏ هو عازف بانجو أمريكي، ولد في 21 يونيو 1938.

## وصلات خارجية
- إدي أدكوك على موقع ميوزك برينز (الإنجليزية)
- إدي أدكوك على موقع أول ميوزيك (الإنجليزية)
- إدي أدكوك على موقع ديسكوغز (الإنجليزية)
- إدي أدكوك على موقع ديسكوغز (الإنجليزية)